# Discocactus boliviensis
Discocactus boliviensis är en kaktusväxtart som beskrevs av Curt Backeberg. Discocactus boliviensis ingår i släktet Discocactus och familjen kaktusväxter. Inga underarter finns listade i Catalogue of Life.